# William Penny

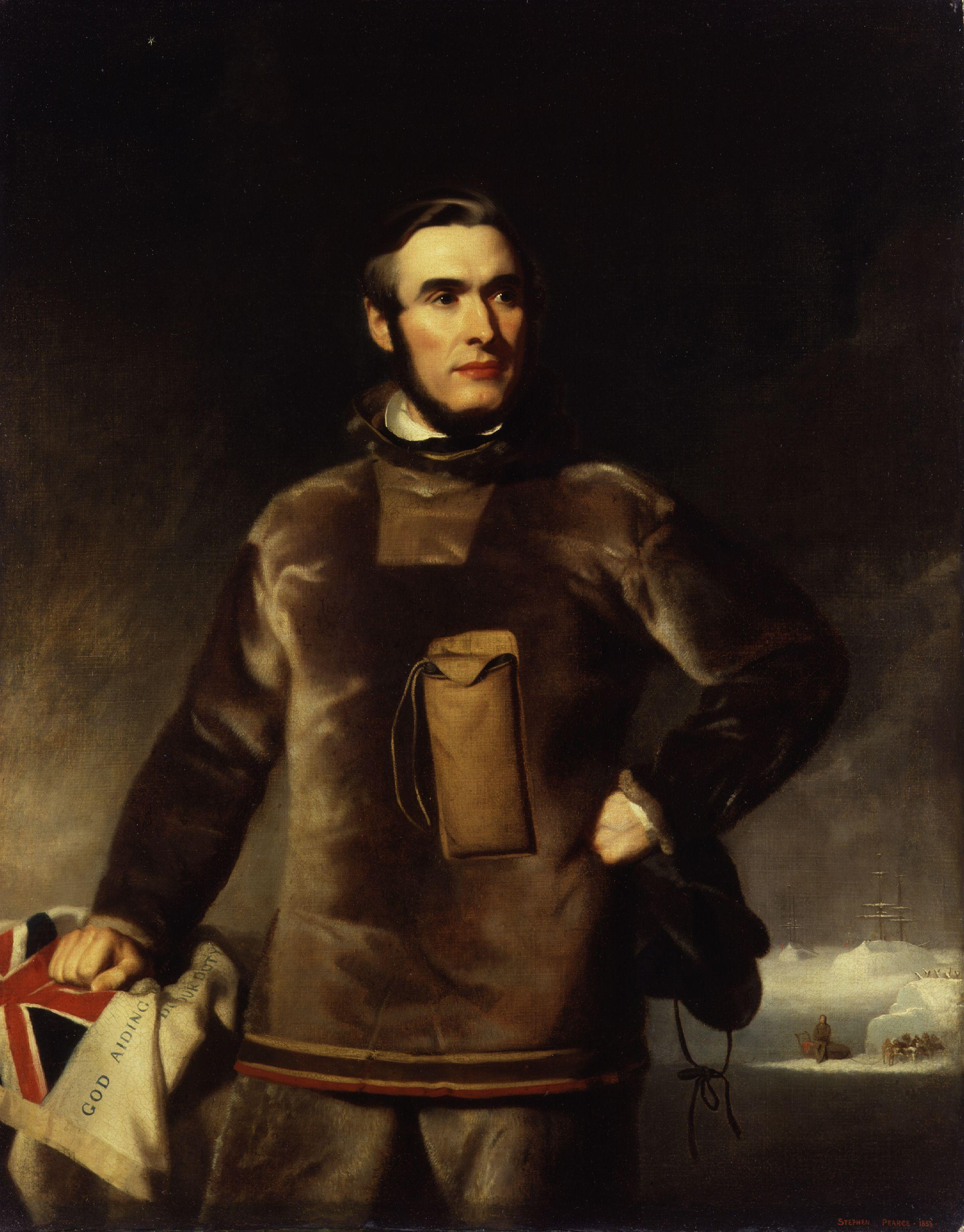
William Penny porträtiert von Stephen Pearce

William Penny (* 12. Juli 1809 in Peterhead; † 1. Februar 1892 in Aberdeen) war ein schottischer Walfänger und in prominenter Rolle an der Erforschung der kanadischen Arktis sowie deren Nutzbarmachung für den Walfang beteiligt. Bekannt wurde er hauptsächlich für seine recht kurze und unglückliche Beteiligung an der Suche nach der vermissten Franklin-Expedition.

## Leben
Penny fuhr bereits im Alter von 12 Jahren zum ersten Mal auf einem Walfangboot mit und hatte mit 26 Jahren sein erstes Kommando über das Walfangboot Neptune erlangt. Von seinen Erfahrungen in der kanadischen Arktis geprägt, setzte er sich mit Erfolg für die Errichtung von Walfangstützpunkten in der Nähe der Jagdreviere ein, was den Walfang dieser Zeit in großem Maße sicherer und effizienter machte.
Bereits im Jahre 1847 hatte er auf seinen Walfangfahrten aus persönlichem Interesse heraus vergeblich versucht, die Schiffe der Franklin-Expedition zu erreichen. Als dann 1848 die offizielle Suche nach Franklin begann, bot er Franklins Frau Jane Griffin seine Dienste an, und trat schließlich im April 1850 mit den Schiffen HMS Lady Franklin und HMS Sophia neben einer Vielzahl weiterer Teams die Suche an. Als schließlich das Winterlager Franklins auf Beechey Island südwestlich der Devon-Insel gefunden wurde, vermutete Penny, dass Franklin von hier den Eingang des nach Norden führenden Wellington Channels auf Passierbarkeit untersucht hatte, und setzte seine Expedition in diese Richtung fort. Obwohl Franklin tatsächlich diese Richtung eingeschlagen hatte, blieb Pennys Suche erfolglos, er entdeckte jedoch bei Ausfahrten mit Schlitten die nach ihm benannte weiter nördlich gelegene Penny-Straße.
Überzeugt davon, dass Franklin weiter im Norden zu finden sei, wandte sich Penny am 11. August 1851 um Unterstützung durch dessen Schiffe bittend an den Kommandanten des Hauptsuchtrupps der Royal Navy, Vizeadmiral Horatio Thomas Austin. Als Austin dies verweigerte, geriet Penny in einen erbitterten Streit mit ihm, in dessen Folge beide Parteien ihre Suchbemühungen abbrachen und nach England zurückkehrten, wobei Penny auch einige Proben der arktischen Tierwelt für den Naturforscher Charles Darwin mitführte. Dort wurden die Ereignisse zwischen Penny und Austin Gegenstand einer offiziellen Untersuchung, die jedoch mit dem Ergebnis endete, dass beide Kontrahenten sich keine größeren Fehler zuschulden kommen lassen hatten. Pennys Ansehen in der Admiralität blieb jedoch durch die gegenüber Austin an den Tag gelegte Respektlosigkeit stark beschädigt. Obwohl die einflussreiche Lady Franklin Partei für Penny ergriff, wurde ihm die weitere Beteiligung an der Suche verwehrt.
Penny konzentrierte seine Bemühungen weiter auf den kommerziellen Walfang und führte unter anderem eine Jagdtechnik von Eisschollen herab ein. Penny starb nach 25-jährigem Rückzug aus der Seefahrt in Aberdeen.